# Bartłomiej Jędrzejak
Bartłomiej Jędrzejak (ur. 14 lipca 1977 w Zielonej Górze) – polski dziennikarz i prezenter telewizyjny. Autor licznych reportaży, felietonów i cykli telewizyjnych. Wykładowca Studium Dziennikarstwa Radiowego, Telewizyjnego i Realizacji Dźwięku. Wiele lat pracował w TVP, współtworząc takie programy jak Wiadomości, Panorama i Teleexpress. Od 2008 prezenter pogody w Dzień dobry TVN.

## Życiorys

### Wczesne lata
Urodził się i dorastał w Zielonej Górze jako syn Krystyny i Stanisława Jędrzejaków. Już od dzieciństwa przejawiał zamiłowanie do publicznych występów. Przez 15 lat tańczył w Lubuskim Zespole Pieśni i Tańca w Zielonej Górze. W 1996 ukończył zielonogórskie I Liceum Ogólnokształcące im. Edwarda Dembowskiego. W latach 1998–2012 studiował na kierunku dziennikarstwa i komunikacji społecznej na Uniwersytecie im. Adama Mickiewicza w Poznaniu. 

### Kariera
W 1996 rozpoczął karierę dziennikarską w TVP Poznań. W latach 1997–2004 pracował w Telewizji Polskiej, dla której prowadził m.in. program Mała czarna. 
Jest jednym z laureatów IX Plebiscytu „Gwiazdy Dobroczynności” - zwyciężył w kategorii Zdrowie; doceniono jego  wieloletnią współpracę z Fundacją „Dar Szpiku”.
Od 2006 pracuje w TVN, początkowo jako prezenter pogody w TVN Meteo, następnie również w programie porannym Dzień dobry TVN. Ponadto w 2019 prowadził szóstą edycję programu Big Brother dla TVN 7. Za swoją pracę w telewizji  był nominowany do Telekamery w 2015 i 2018 w kategorii „Prezenter pogody”. W 2021 odebrał Telekamerę za wygraną w tejże kategorii. 
Wydał pięć książek: poradnik Męska sprawa (2017) oraz czteroczęściową serię Pogoda dla Puchaczy (2018–2019).

## Życie prywatne
Zmagał się z zaburzeniami depresyjnymi i lękowymi.

## Publikacje
- Bartek Jędrzejak: Męska sprawa o brodach zaroście fryzurach pielęgnacji i nie tylko. „Zwierciadło”, 2017. ISBN 978-83-65456-97-7. Brak numerów stron w książce
- Marcin Kozioł, Bartek Jędrzejak: Pogoda dla puchaczy. Jesień. Prószyński i S-ka, 2018. ISBN 978-83-8123-340-8. Brak numerów stron w książce
- Marcin Kozioł, Bartek Jędrzejak: Pogoda dla puchaczy. Zima. Prószyński i S-ka, 2018. ISBN 83-8123-905-2. Brak numerów stron w książce
- Marcin Kozioł, Bartek Jędrzejak: Pogoda dla puchaczy. Wiosna. Prószyński i S-ka, 2019. ISBN 978-83-8169-042-3. Brak numerów stron w książce
- Marcin Kozioł, Bartek Jędrzejak: Pogoda dla puchaczy. Lato. Prószyński i S-ka, 2019. ISBN 978-83-816-9079-9. Brak numerów stron w książce